# Хаос (мифология)

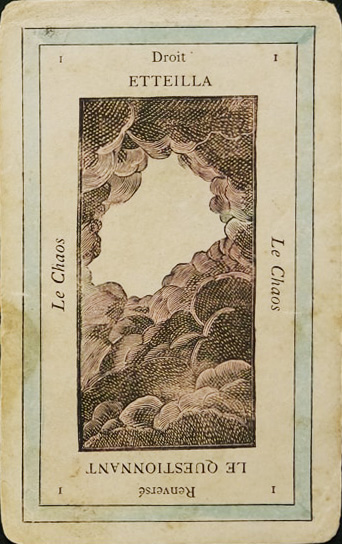
Карта Хаоса из колоды таро Эттейлы. Эта версия колоды, иногда называемая Etteilla II, была опубликована Лимсоном с 1838 по 1917 год

Ха́ос (греч. χάος, от χαίνω — «зиять», «зевать», «разевать рот», «быть пустым») — мифопоэтическая концепция первобытного состояния. Концепция получила наименование от греческого понятия хаоса.
Основной внутренний смысл мифологии в целом составляет переход из неупорядоченного хаоса к организованному космосу, что присутствует уже в архаичных космогонических мифах.
Представления об эпохе хаоса возникают в результате развития, конкретизации представлений о мифическом времени, особом начальном сакральном периоде, предшествующем эмпирическому (историческому) «профанному» времени. Одним из воплощений хаоса или самим хаосом часто выступает мировой океан, первозданные воды. Во многих древнейших космогонических мифах океан и хаос равнозначны и неотделимы друг от друга.
Мифопоэтическая концепция хаоса возникла в относительно позднюю эпоху, которая предполагала существование определённого уровня спекулятивной мысли об истоках и причинах сущего. В самых архаичных культурах, таких как культуры австралийских аборигенов, это понятие практически не известно. Идею хаоса в особенно полном, широком и успешном виде разработала древнегреческая традиция на стыке между мифопоэтическим и ранненаучным периодами. К числу характеристик хаос, которые регулярно повторяют самые разные традиции, принадлежат связь его и водной стихией, бесконечность хаоса во времени и в пространстве, разъятость его вплоть до пустоты или, напротив, смешанность всех элементов хаоса — в виде аморфного состояния материи, которое исключает как предметность, так и существование в раздельном виде стихий и основных параметров мира — неупорядоченность и в результате максимальные энтропические тенденции, другими словами — абсолютная изъятость хаоса из сферы чего-либо предсказуемого — его сплошная случайность, которая исключает категорию причинности, — то есть он предельно удалён от сферы «культурного», человеческого, от таких вещей, как логос, разум, слово и в качестве следствие — ужасность и мрачность. Однако важнейшей чертой хаоса, возможно, является его роль лона, где зародился мир, наличие в хаосе энергии, которая приводит к порождению.
Xаос является не только образом мифопоэтического искусства, но также и одним из научных понятий, отражённых как в ранних античных космогониях, так и в философии Иммануила Канта и ряда современных мыслителей.

## Развитие представлений
Наиболее ранними из известных концепций хаоса являются шумерская и древнеегипетская, которые принадлежат к 3-му тысячелетию до н. э. Египетские космогонические мифы представляют хаос воплощённым в образе первородного океана Нуна, который характеризует небытие, отсутствие неба, земли и тварного мира. В то же время, согласно «Книге пирамид» (§ 1040 а-d), этот хаос не является беспорядочным и ужасным. Внутри этого хаоса, Нуна, находится творец — Атум, Хепри, творящий из Нуна всё сущее (хепру, «существование», образованное от хепер, «существовать»), при этом «уничтожая Xаос воды» (гераклеопольское сказание). В числе божеств, которых творец создаёт из Нуна, имеются пары, в других традициях характеризующие ещё сам хаос — такие как супружеская пара тьмы, пара бесконечности, пара невидимости (Огдоада). Пара Нун — Наунет является отсылкой к представлению о мужском и женском творческих началах ещё в пределах самого хаоса. Сотворение мира из хаоса является обратимым: мир рассматривается не только всё время противостоящим силам окружающего его хаоса, но и может снова превратиться в хаос — ср.: Атум, недовольный поведением богов, грозится в «Книге мёртвых»: «Я разрушу всё, что я создал. Мир снова превратится в Xаос (Нун) и бесконечность (Хух), как было вначале» (гл. 175).
В шумерской версии предполагается две стадии воплощения хаоса: в первой всё пространство заполнял мировым океаном, в недрах которого была праматерь всего сущего Намму; во второй имела место неразрывная слитность божественной пары супругов Ана и Ки, которую нарушил их сын Энлиль, оторвавший их друг от друга. В шумерской мифологии угроза Xаоса появилась с рождением Энлиля, элемент «лиль» в имени которого означал «ветер», «дуновение воздуха». Воздушная субстанция этого божества и стала первым заполнением космического пространства, а также первым носителем движения. Аналогичная роль в египетской мифологии была у Шу. В целом шумерская традиция предполагала более динамичную концепцию, чем египетская, акцентируясь на ипостасном характере воплощений хаоса.
Библейский вариант представлений о хаосе, читаемый в книге Бытия и в ряде других частей Библии, находится под сильным влиянием вавилонской схемы, образ Хаоса-бездны здесь уже заметно демифологизирован. Мировая бездна (др.-евр. tehom‬; родственно аккад. Ti’âmat, и, вероятно близко к собственному имени, ср. употребление tehom без определённого артикля, исключая некоторые примеры во множественном числе) описана не в качестве чего-то вечного, абсолютного и исконно самостоятельного, а создана творцом. Однако бездна хаоса, хотя и является вторичной во времени, была создана и ограничена в своих возможностях — «доселе дойдёшь и не пройдёшь, и здесь предел надменным волнам твоим», — говорит Господь морю-бездне (Иов. 38, 11 и др.), — однако актуальна. Бог грозит навести потоп, который не просто наводнение, но вышедшая на волю Божьим попущением бездна-хаос, но он также и освободил бездну — tehom от преград (ср. Быт. 7, 11). Но и в этом случае Богом сохраняется контроль над этим хаотическим потопом. Все, противившиеся Богу и пытавшиеся нарушить мировой порядок, помещены им в морские воды, которые представляют собой остаток бездны на земле: ср. образы Левиафана и других библейских чудовищ, таких как Таннин-дракон, Раав, Нахаш. Таким образом, библейская традиция предполагает отчётливо богоборческий хаос. Сходная ситуация имеет место и в более древней, угаритской мифологии, в которой известны бог смерти Муту, морской бог-чудовище Йамму, выступавший противником «благого божества» Балу. В рамках финикийской космогонии, в отличие от древнееврейской, мутный, тёмный хаос является беспредельным, вечным и изначальным.
Термин tóhu wa-vóhu (ивр. תֹ֙הוּ֙ וָבֹ֔הוּ‎) в Быт. 1:2 скорее означает состояние до сотворения мира, чем состояние вещества. В Септуагинте χάος представляется в контексте сотворения вместо термина גיא (гай) — «пропасть, ущелье», использованного в Книге Михея 1:6 и Книге Захарии 14:4.
Преобладающими для некоторых традиций являются апофатические (отрицательные) описания хаоса, определяемого через то, чего в нём нет — «нулевой» хаос. Наиболее известные примеры даёт ведийская картина предшествовавшего творению (PB X 129, 1-2). Однако и данные апофатические описания дополнены характеристиками другого рода: «Мрак был сокрыт мраком вначале. Неразличимая пучина — всё это» (PB X 129, 3). В пучине хаоса дышало, «не колебля воздуха», Единое нечто, «и не было ничего другого, кроме него» (X 129, 2). Единое, которое заключёно в пустоту, породила сила жара — тапаса. Первоисточник творимого мира — желание. Согласно другим версиям желание и творение были связаны с золотым зародышем (Хираньягарбха), который плавал в хаосе — океане. По версии текста «Шатапатха-брахмана» (II 1, 6), из мировых вод, которые воплощают хаос, появилось божество, имеющее творческие потенции. Ср. фрагмент из текста «Брихадараньяка-упанишада» (V 5, 1): «Вначале этот [мир] был водой. Эта вода сотворила действительное — это Брахман. Брахман [сотворил] Праджапати, Праджапати — богов…».
«Нулевой» хаоса описывается в «Старшей Эдде»: «В начале времён не было в мире ни песка, ни моря, ни волн холодных; земли ещё не было и небосвода, бездна сияла, трава не росла» («Прорицание вёльвы», 3). Древнескандинавская мифология понимала хаос также в более специфическом смысле — в качестве пучины, которую ограничивает на севере холодный и тёмный Нифльхейм, а на юге тёплый и светлый Муспельхейм. Та же «нулевая» концепция известна по океанийскому мифу о сотворении мира богом Тане. По версии с Туамоту: «Не было больше ничего в мире — ни песка, ни горных хребтов, ни океана, ни неба. И глубокая тьма была над пеной волн перед ликом бездны». Предполагается, что тогда уже существовал Тане, который проливает воды. «Нулевой» хаоса присутствует в месоамериканском эпосе «Пополь Вух» и в целом ряду других традиций.
Подобно хаосу, который характеризует смешанность и бесформенность, этот «нулевой» хаос организовался через введение серии основоположных различительных признаков, включая воду — твердь, тьму — свет, холод — тепло, ночь — день, женское — мужское, низ — верх и др. Однако, если в первом варианте хаос противился попыткам его организации и оформления, что дало начало мифологическим сюжетам типа древнесемитских, то во втором варианте хаос является нейтральным по отношению к его преобразованиям.
Китайская мифология понимает хаос в первую очередь как место рождения начала, развитие которого в конечном итоги привело к появлению вселенной. Согласно книге «Хуайнань-цзы» — это два божества, появившиеся из хаоса и начавшие его упорядочивать. Конфуцианские сочинения рассматривают хаос как бесформенный; стихии смешаны; творение началось с того, что чистое ци, понимаемая в качестве нерасчленённой первоматерии, первоэфира, стала небом, а мутное — землёй: ср. также сочинение Ван Чуна «Лунь-хэн», I века н. э. Особая версия представлена в мифе об изначальной массе слитых в единое целое небе и земле, внутри которой зародился Пань-гу. «Даодэцзин» Лао-цзы VI—V веков до н. э. (гл. 25) говорит, что в хаосе, прежде возникновения неба и земли, зародилось лишённое формы дао, которое может считаться матерью Поднебесной. Это дао стало творческим организующим началом в цепи, включающей человека — землю — небо — дао — естественность.
Роль хаоса в мифопоэтической традиции не кончается только на космогоническом цикле. После завершения устроения космоса вселенная обычно понимается в качестве некого центра, видимой поверхности, а периферия вовне и внизу мыслится как менее космизованная, а иногда и как остаток хаоса, который обычно ослаблен, приглушён, но тем не менее существует и по временам угрожает космосу, миру. В мифопоэтических описаниях мировых катастроф, катаклизмов, такие как всемирный потоп предполагается не полное изгнание хаоса, а лишь его оттеснённость. Остатки хаоса присутствуют на земле, и с ними связан ужас, страх, который порождает тьма, ночь, бесформенность, отсутствие надёжных границ между человеком и царством этого хаоса. Как писал Фёдор Тютчев, «И бездна нам обнажена с своими страхами и мглами, и нет преград меж ней и нами — вот отчего нам ночь страшна». Страх связывается также с царством смерти, которое часто описывается как в некотором роде хаос — в двух вариантах: как бесформенность и разъятость, или как противоположность этому свету.